# Official Denial
Official Denial (br:Contato Extraterrestre) é um filme estadunidense, do ano de 2010, do gênero ficção científica, dirigido por Brian Trenchard-Smith.

## Enredo
Paul, descobre em seu passado fatos de que não tinha lembranças conscientes, após uma sessão de hipnose com regressão. Nestas lembranças nebulosas ele se vê como presa de alienígenas que o sequestraram com o objetivo de realizar experiências com sua mente e seu corpo. Estas lembranças o levam a entrar em um período conturbado em sua vida pessoal, fazendo com que fique ainda mais relutante em ceder ao desejo de sua esposa por um filho. Logo algumas pessoas próximas começam a considerá-lo louco. Enquanto isso, uma divisão especial da força aérea, comandada pelo General Spalding e por Dan Lerner e, que sabem a verdade sobre as experiências pelas quais Paul tinha passado, abatem uma espaçonave que tentava entrar novamente em contato com Paul. Começam a surgir elementos que podem revelar toda a verdade e, o envolvimento de agências secretas do governo que tentam abafar o caso e suprimir a verdade.

## Elenco
| Nome                   | Personagem              |
| ---------------------- | ----------------------- |
| Parker Stevenson       | Paul Corliss            |
| Dirk Benedict          | Ten. Coronel Dan Lerner |
| Erin Gray              | Annie Corliss           |
| Chad Everett           | General Spaulding       |
| Michael Pate           | Guardião da Sabedoria   |
| Christopher Pate       | Sam Fools Crow          |
| Natalie McCurry        | Janine                  |
| Robert Mammone         | Michael Novado          |
| Peter Curtin           | Jonathon Applegate      |
| Regina Gaigalas        | Dr. Melendez            |
| Justin Monjo           | Franklin Kolbe          |
| Michael Edward-Stevens | Savage                  |
| Don Halbert            | Sargento Bridges        |
| Christopher Mayer      | Sargento Gilleland      |
| Chuck Perry            | Controlador             |
| Kim Krejus             | Dr. Clark               |
| Brian McDermott        | Detetive Kerns          |
| Phillip Spencer Harris | Sargento Schoen         |
| Gus Mercurio           | Joe Dan                 |
| Sean Myers             | MJ-One                  |
| Holly Brisley          | Dos #1                  |
| Serena Dean            | Dos #2                  |
| Tiriel Mora            | Voz de Dos              |
| Brad McMurray          | Guarda militar          |

## Produção
É o primeiro filme produzido oficialmente pelo Sci-Fi Channel e, seu nome original era Progenitor.

## Outros nomes do filme
| Nome                             | País(es)  |
| -------------------------------- | --------- |
| Space Visitors                   | Hungria   |
| Space Visitors / Mission - Alien | Alemanha  |
| Incontri ravvicinati             | Itália    |
| Virallisesti kielletty           | Finlândia |